# راسوت (شهرستان رومانوفسکی، سرزمین آلتای)
راسوت (به لاتین: Rassvet) یک منطقهٔ مسکونی در روسیه است که در سرزمین آلتای واقع شده‌است.